# يحيى بختي

## مولده ونسبه
هو يحيى بن المسعود بن الطيب بن المبخوت بختي الجد الأول للعائلة الذي يلقب به وينسب إليه.
ولد عام 1931 ببلدية سيدي بايزيد التي نسبت للرجل الصالح الذي يوجد ضريحه بالمنطقة. وهي بضواحي دار الشيوخ، بولاية الجلفة

## أسرته
هو من أسرة عريقة وشريفة لأولاد بن علية، القبيلة التي ينتمي إليها الشاعر وهي أسرة معروفة بتمسكها الشديد بالدين والوفاء بالعهد والصدق في القول والصبر والوقار وحفظها القرآن.
نشأته وشبابه

## نشأته وشبابه
تعلم وحفظ نصف القرآن الكريم بحد الصحاري في الفترة ما بين 1936 و1943 على يد شيوخ من بني عشيرته أمثال الشيخ محمد بن يحيى بن علي وأبوبكر بن عمر مسروقي، تخرج بدبلوم بناء بمدرسة التكوين المهني بالعفرون، التحق بالكشافة الإسلامية الجزائرية وبدأ نظم الشعر وعمره لا يتجاوز السابعة عشر...

## مشاركته في الثورة
تجسد تحديه للإستدمار الفرنسي بمجرد سماعه لصدى الثورة الجزائرية في المنطقة، ففي عام 1955 عقد اجتماعا مع زملائه من أجل شراء الأسلحة واتصل لهذا الغرض بالمناضل «عمور عمر» بالمليليحة، أما سنة 1956 فقد اتصل بقادة الثورة بالمنطقة، وعمل تحت قيادة كل من الشيخ زيان عاشور والرائد عمر ادريس، وكلف بمسؤولية الإتصال بين الولايتين التاريخيتين الخامسة والسادسة. اتجه في سبتمبر 1957 رفقة مجموعة من المجاهدين تحت قيادة عمر ادريس إلى المغرب الأقصى لجلب السلاح...و شارك في بعض العمليات ضد خائن الثورة «محمد بلونيس».

## مسؤولياته بعد الاستقلال
وبعد الاستقلال تواصلت مسيرته بمسؤوليات عدة من بينها مسؤولا في حراسة الغابات بمدينة حد الصحاري وكذا انتخابه لثلاث فترات متتالية بالمجلس البلدي لحد الصحاري، ومسؤولا في حزب جبهة التحرير الوطني بعين وسارة إلى أن قدم استقالته لظروف قاهرة... في سنة 1971 هاجر إلى فرنسا وهناك اصدر قصيدته الشهيرة والمسماة بالإلياذة الشعبية.

## نشاطه الثقافي
شارك الشاعر والمجاهد في عديد المهرجانات الوطنية وكرم في أكثر من مناسبة منها المهرجان الوطني الأول للفنون الشعبية سنة 1969 ببن عكنون بالجزائر العاصمة ونال الجائزة الشرفية في الشعر الملحون في المهرجان الوطني الثاني للفنون الشعبية شهر يوليو 1982 على مستوى الجزائر العاصمة.
ونال شهادة تقديرعن مشاركته بمهرجان مصطفى بن براهم للتراث الشعبي شهر مارس 1988  كما نال عديد الشهادات التقدير والشرف محليا وجهويا وكذا على المستوى الوطني في السنوات الأخيرة.

## وفاته[1]
وري الفقيد الثرى بعد ظهر اليوم الخميس بمقبرة بلدية سيدي بايزيد (70 كيلومتر شرق الولاية) بحضور السلطات المحلية للولاية وجمع من أقاربه ومن أصدقائه ومن يعرفه في ميدان الثقافة والأدب.

## من شعره
سجل يا تاريخ أعمال الشجعـــــان إلي وقفــوا اليـوم في وجـــه الـــعدو
ينصرهم ربي الملك الحنــــــــــان وخلـي ذا الجبان يبكــــــــي وولادو
قالولي شرايري جاء في لمـــــان والحــق سلمــات طايــح فــــــــؤادو
قاللهم لاباس شي بيا ماكـــــــــان الخبرالـي مازال غــدوة ونعيـــــــدو
كي جملت عنوا العسكر والقبطـان قاللهـم جـانـا دهينــــة بجنــــــــودو
والسيد زروال حاظر في المـيدان هو الي بدر الضرب وهما من بعـدو
دخلوا عنا بالاناشيـــــــــد ولاذان وتسمع بعد والماط نيرانوا يقــــــدو
مات العسكر جميع ماباقي انسان ولي هارب كي نا شوفــــوا جسـدو
هذاماقال شرايري للقبطـــــــــان فرحهم بهذا الخبرعنهـــم عـــــــادو
من بعد الكلام ضربت لاسيــــران عيط عطية اوصاح قاللــهم هــــــدو
داروا ميساجات شور الطيــــران راهم طاحوا على المعمرة ليها نقدو
كي لحقوا للبسط قــــــــدام الاذان صابوهم سنيــد يسخايــب رقـــــــدو
الكماندى مقيوض يلقى عالجودان صابـوا قاع السلـك داخل في جلــدو
اتبارك الله في وليــدات العربــان الي داروا الشنــا بكــاو العـــــــــــدو
وخلاوه تاريخ عن طول الزمــان للنــاس الحييــن واللــــي يــــــزدادو
يا من راك اليوم نايم يا طحــــان ها هو بــــان الحـــال عنـــك يا عــدو
وين تروحوا يا الي راكم خيــــان عصيتـــو ربي وزدتـــو عبــــــــــادو
تبعتو الإستعمار عدو الإنســـــان غرقكـــم حتـــان عدتــــــوا عبـــــادو
نتموتو بالموس كمثل الحيــــوان هذا هـو جزاء الــي خــــان بــــــلادو
تحيا الجزائر ويحياو الشجعـــان والــي مـات اشهيـــد والحي ابــــلادو
وتحيا جميع العرب في كل أوطان ويسقـــط الإستعمـار ويسقط فســادو
انصرنا ربي على جيش الطغيـان عنهــــم بان الحــــال ليام اتعـــــــــدو
تم انجاز هذه القصيد في أواخر سنة 1961